# آماستری (دختر داریوش دوم)
آماستری (به پارسی باستان:Amāstrī-)، شاهدخت هخامنشی و یگانه دختر داریوش دوم و پروشات، همچنین خواهر تنی اردشیر دوم بود، که پیش از به حکومت رسیدن پدرش متولد شد و به فرمان پدرش با تری تخمه اشراف‌زاده هخامنشی و از دودمان یرواندی ازدواج کرد. اما تری تخمه عاشق خواهرش به نام رکسانا بود و قصد جان آماستری را کرد اما توطئه او در نزد پروشات آشکار شد و به فرمان داریوش دوم او و خانواده‌اش (به جز خواهرش، استاتیرای یکم و برادرش تیسافرن) به طرز فجیعی کشته شدند و شاهدخت آماستری نجات پیدا کرد.